# Musse Piggs cirkus
Musse Piggs cirkus (engelska: Mickey's Circus) är en amerikansk animerad kortfilm med Musse Pigg från 1936.

## Handling
Musse Pigg är ringmästare på en cirkus som visas upp för ett gäng föräldralösa barn. Kalle Anka har ett cirkusnummer med några sälar och jonglerar lite, samtidigt som han har lite svårt att komma överens med en sälunge. När det sedan blir ett nummer på linan med Musse och Kalle har ett av barnen i publiken elektrifierat linan, och det hela slutar med att de dyker ner i sälarnas vattenbalja.

## Om filmen
Filmen är den 87:e Musse Pigg-kortfilmen som producerades och den åttonde som lanserades år 1936.
Filmen hade svensk premiär den 6 juni 1937 på biografen London och gick under titeln Mickeys cirkus. En alternativ titel till filmen är Musse Piggs cirkus, som bland annat användes vid nypremiären på biografen Svarta Katten i Stockholm i december 1938.

## Rollista
- Walt Disney – Musse Pigg
- Clarence Nash – Kalle Anka[8]